# Hypamblys albopictus
Hypamblys albopictus är en stekelart som först beskrevs av Johann Ludwig Christian Gravenhorst 1829.  Hypamblys albopictus ingår i släktet Hypamblys och familjen brokparasitsteklar. Arten är reproducerande i Sverige. Utöver nominatformen finns också underarten H. a. alpinus.